# Natalia Niedźwiecka-Iwańczak
Natalia Michalina Niedźwiecka-Iwańczak – polska socjolog, dr hab. nauk społecznych, adiunkt Instytutu Socjologii Wydziału Nauk Społecznych Uniwersytetu Wrocławskiego.

## Życiorys
W 2001 ukończyła studia socjologiczne na Uniwersytecie Wrocławskim, 28 września 2007 obroniła pracę doktorską Etniczny aspekt tożsamości Łużyczan, 13 listopada 2019 habilitowała się na podstawie pracy zatytułowanej O granicach - ich (nie)przekraczaniu i (re/de)konstruowaniu. Jest zatrudniona na stanowisku adiunkta w Instytucie Socjologii na Wydziale Nauk Społecznych Uniwersytetu Wrocławskiego.